# نورت گیتس (نیویورک)
نورت گیتس (به انگلیسی: North Gates) یک منطقهٔ مسکونی در ایالات متحده آمریکا است که در شهرستان مونرو، نیویورک واقع شده‌است. نورت گیتس ۱۰٫۳۶ کیلومتر مربع مساحت و ۹٬۵۱۲ نفر جمعیت دارد و ۱۶۶ متر بالاتر از سطح دریا واقع شده‌است.